# Katholische Pfarrkirche Timelkam

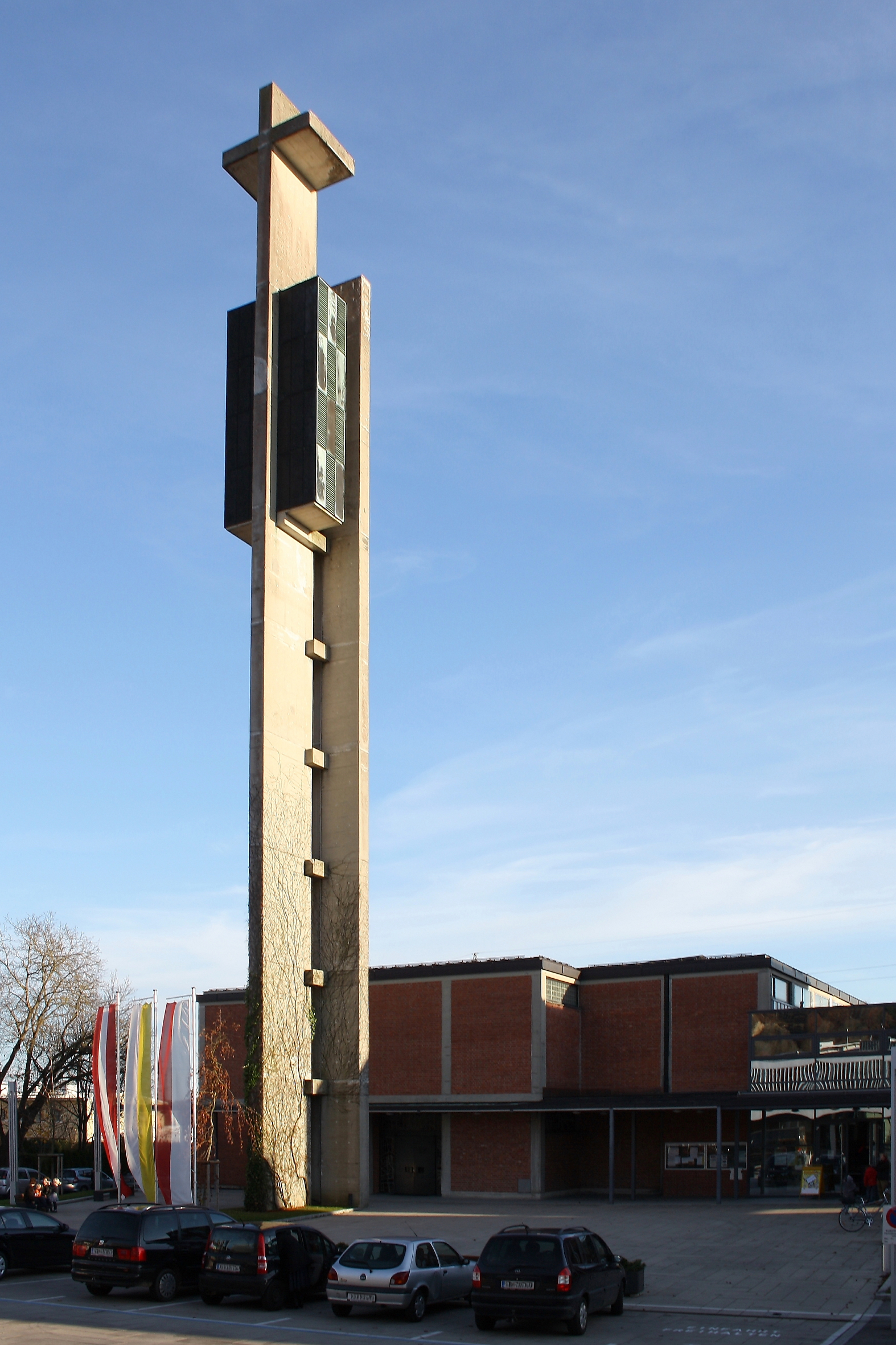
Kath. Pfarrkirche hl. Josef der Arbeiter in Timelkam

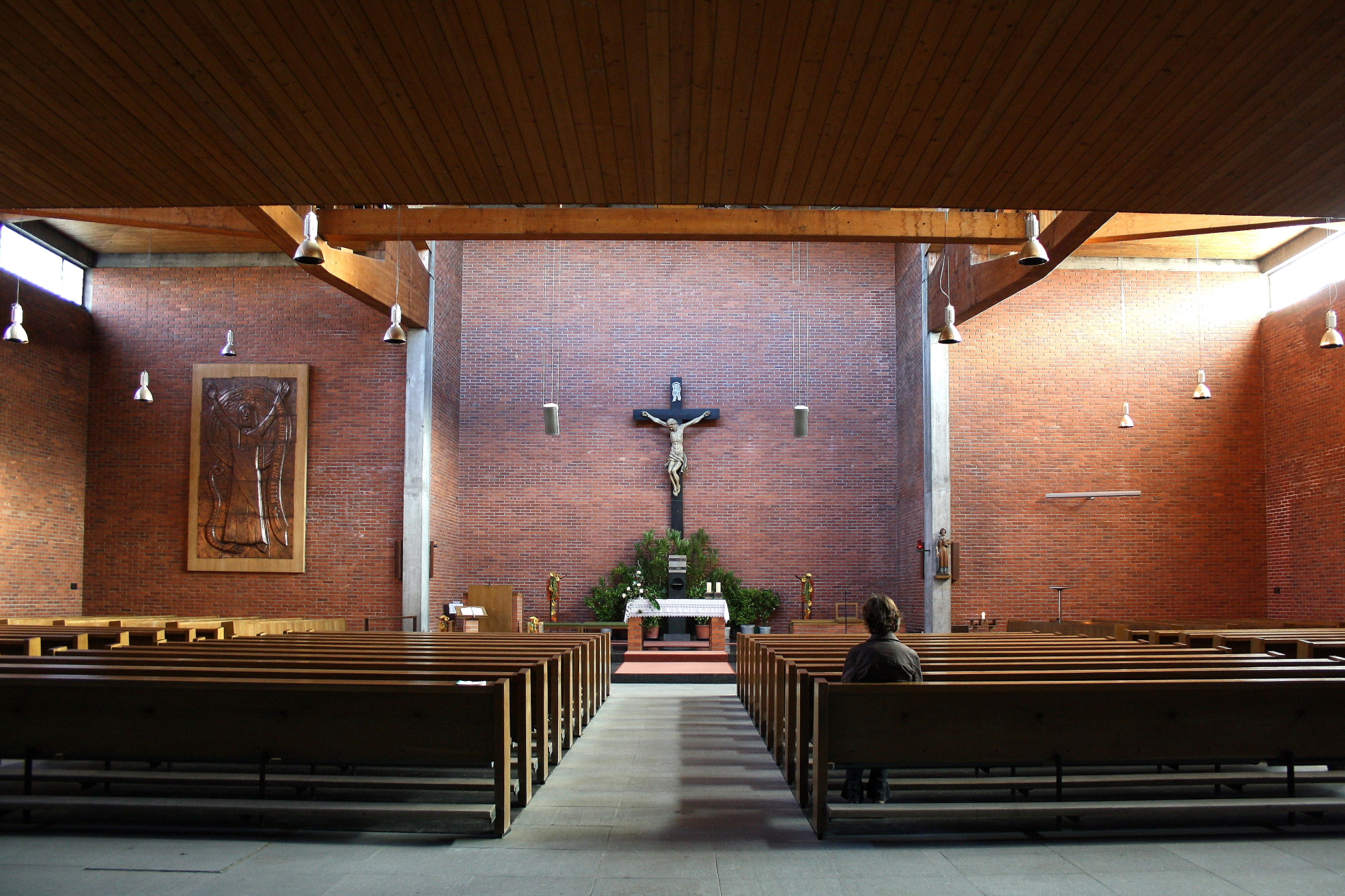
Im Langhaus zur Altarnische

Die Katholische Pfarrkirche Timelkam steht im Ort Timelkam in der Marktgemeinde Timelkam im Bezirk Vöcklabruck in Oberösterreich. Die auf den heiligen Josef der Arbeiter geweihte Kirche gehört zum Dekanat Schwanenstadt in der Diözese Linz.

## Geschichte
Der Sitz der Pfarre ging von der ehemaligen Klosterkirche Filialkirche Oberthalheim von 1950 bis 1965 an die heutige Evangelische Pfarrkirche Timelkam. Der Katholische Kirchenneubau wurde von 1964 bis 1966 nach den Plänen des Architekten Gottfried Nobl errichtet und am 25. September 1966 geweiht.

## Architektur
Die Kirche mit quadratischem Grundriss zeigt sich innen wie außen mit rotem Sichtziegelmauerwerk.

## Ausstattung
Der Kruzifix ist eine Arbeit des Laienbruders Giovanni Giuliani (um 1730) vom Stift Heiligenkreuz.
Die Orgel baute Bruno Riedl (1971).